# Robert Page Jones
Pour les articles homonymes, voir Jones et Robert Jones (homonymie).
Robert Page Jones, né en Géorgie  en janvier 1931 et mort le 22 février 2012 à La Jolla en Californie, est un écrivain américain, auteur de roman policier et de roman d'espionnage.

## Biographie
Dans les années 1950, Robert Page Jones sert dans l'US Air Force en Europe où il écrit et réalise des spectacles pour les troupes américaines. Puis entame une carrière dans la publicité au sein d'une agence de San Diego, dont il devient ensuite le directeur.
Il écrit dans des pulps comme Manhunt et publie en 1963 son premier roman, Les Pilleurs du dimanche (The Heisters). Le livre est adapté au cinéma par Jacques Deray en 1966 sous le titre L'Homme de Marrakech. Capot (The Victims) publié en 1965 est selon Claude Mesplède et Jean-Jacques Schleret son roman « le mieux réussi et le plus angoissant ». Il s’agit d'un huis clos dans un restaurant où les passagers d'un autocar bloqué par un cyclone se sont réfugiés. L'un d'eux, Johnny Polichek, est un tueur se promenant avec une corde sur laquelle chacun des dix-sept nœuds correspond à un de ses crimes. Compte à rebours (Code Name : Countdown !) est un roman d'espionnage.
En 2008, il écrit et produit Kings of the Evening (en) réalisé par son fils Andrew P. Jones.

## Œuvre

### Romans
- The Heisters, 1963
  - Les Pilleurs du dimanche, Série noire no 908, 1965
- The Victims, 1965
  - Capot, Série noire no 1036, 1966
- Code Name : Countdown !, 1966 (coécrit avec Daniel T. Streib)
  - Compte à rebours, Série noire no 1061, 1966
- The Coventry Code, 1976 (co-écrit avec Evonne Old)
- Wine of the Generals, 1978
- The Man Who Killed Hitler, 1980

### Nouvelles
- Vengeance, 1961
- Hangover Alley, 1961
- Bad Magic, 1963
- The Slayer, 1964

## Filmographie
- 1966 : L'Homme de Marrakech, adaptation de The Heisters réalisée par Jacques Deray
- 2008 : Kings of the Evening (en), en qualité de scénariste et producteur, réalisé par Andrew P. Jones